# Spodnje Mošče
Spodnje Mošče (nemško Untermöschach) je naselje občine Šmohor - Preseško jezero v okraju Šmohor na Koroškem v Avstriji.